# 罗天益
罗天益（1220年—1290年），字谦甫，元代医生，真定藁城（今河北省石家庄市藁城区）人。
罗天益幼年有志读书。经友人周德甫推荐，求学于金元四大家之一李杲。从其师学十余年，潜心钻研，尽得其师学说之精蕴，开业于家乡藁城。约1246年至1283年期间，被招为太医，为元朝上层人物及蒙古王族诊治疾患，约在1290年去世。著有《东垣试效方》,将以所录东垣（李杲）效方类编而成。另著有《卫生宝鉴》，流传最广，影响最大。又在李杲的授意下，将病症及其治疗方法按《内经》的理论体系，予以分经类编而成《内经类编》。又著作有《试验方》《罗天益经验方》。其中《罗氏天益经验方》已佚。罗天益继承李杲脾胃说，结合自己实践，补充与完善脾胃病的病机及治疗。又在脏腑辨证启示下，首创三焦寒热辨治。